# Washington-Territorium

und
im Jahr 1853.

im Jahr 1859.

im Jahr 1863.

Das Washington-Territorium (englisch: Washington Territory) war ein historisches Hoheitsgebiet im Nordwesten der Vereinigten Staaten, welches zwischen 1853 und 1889 bestand. Es ist der Vorläufer des heutigen Bundesstaates Washington. Das Washington-Territorium wurde am 8. Februar 1853 aus dem Nordteil des Oregon-Territoriums geschaffen.  Nach dem ersten Gesetzesentwurf sollte das Gebiet den Namen „Columbia Territory“ bekommen; jedoch wurde zu Ehren des ersten Präsidenten, George Washington, dessen Name für die Benennung vorgesehen. Dieser Vorschlag kam vom Kongressabgeordneten Richard H. Stanton aus Kentucky.
Die Hauptstadt des Territoriums wurde Olympia und erster Gouverneur wurde Isaac Stevens.
Die ursprünglichen Grenzen des Territoriums schlossen den gesamten heutigen US-Bundesstaat Washington sowie den nördlichen Teil von Idaho und die Teile von Montana westlich der kontinentalen Wasserscheide (englisch: continental divide) ein. Nach der Aufnahme von Oregon als Bundesstaat in die Union im Jahre 1859 wurden die östlichen Teile des Oregon-Territoriums einschließlich des südlichen Idaho, Teile von Wyoming westlich der kontinentalen Wasserscheide (damals Nebraska-Territorium) und ein kleiner Teil des heutigen Ravalli Countys in Montana dem Washington-Territorium beigefügt.
1863 wurden östlich gelegene Gebiete abgetrennt und dem Idaho-Territorium zugeordnet. Die Grenze wurde im äußersten Südosten des Staates festgelegt auf den Snake River. Nördlich des Zusammenflusses mit dem Clearwater River wurde die Grenze als derjenige Meridian definiert, der von diesem Zusammenfluss von Snake und Clearwater aus nach Norden verläuft. Dieser Meridian ist nicht – wie oftmals angenommen – exakt der 117. Längengrad, sondern liegt etwa drei Kilometer weiter westlich.
Das übriggebliebene Territorium entspricht den heutigen Grenzen des Staates Washington, der am 11. November 1889 als 42. Bundesstaat in die Union aufgenommen wurde.